# Битва у Липан

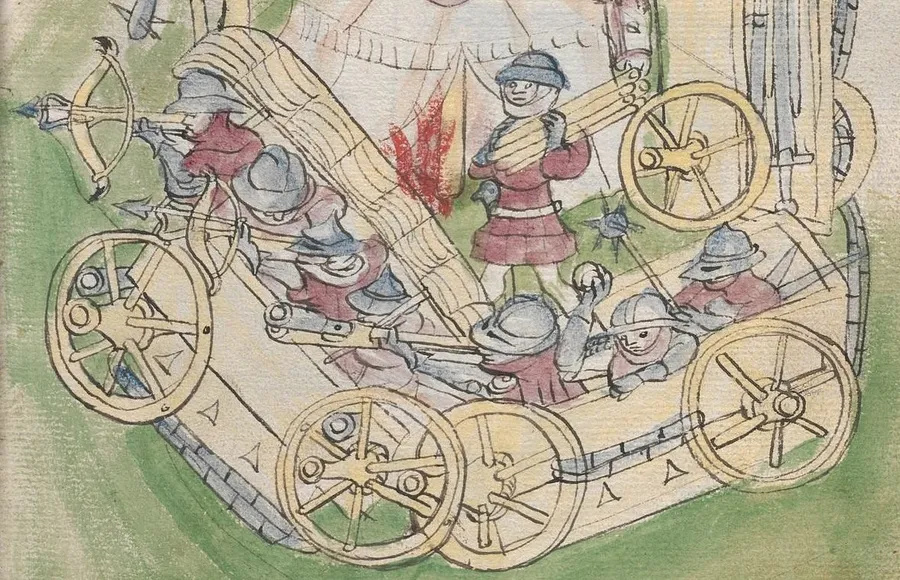
Гуситский вагенбург

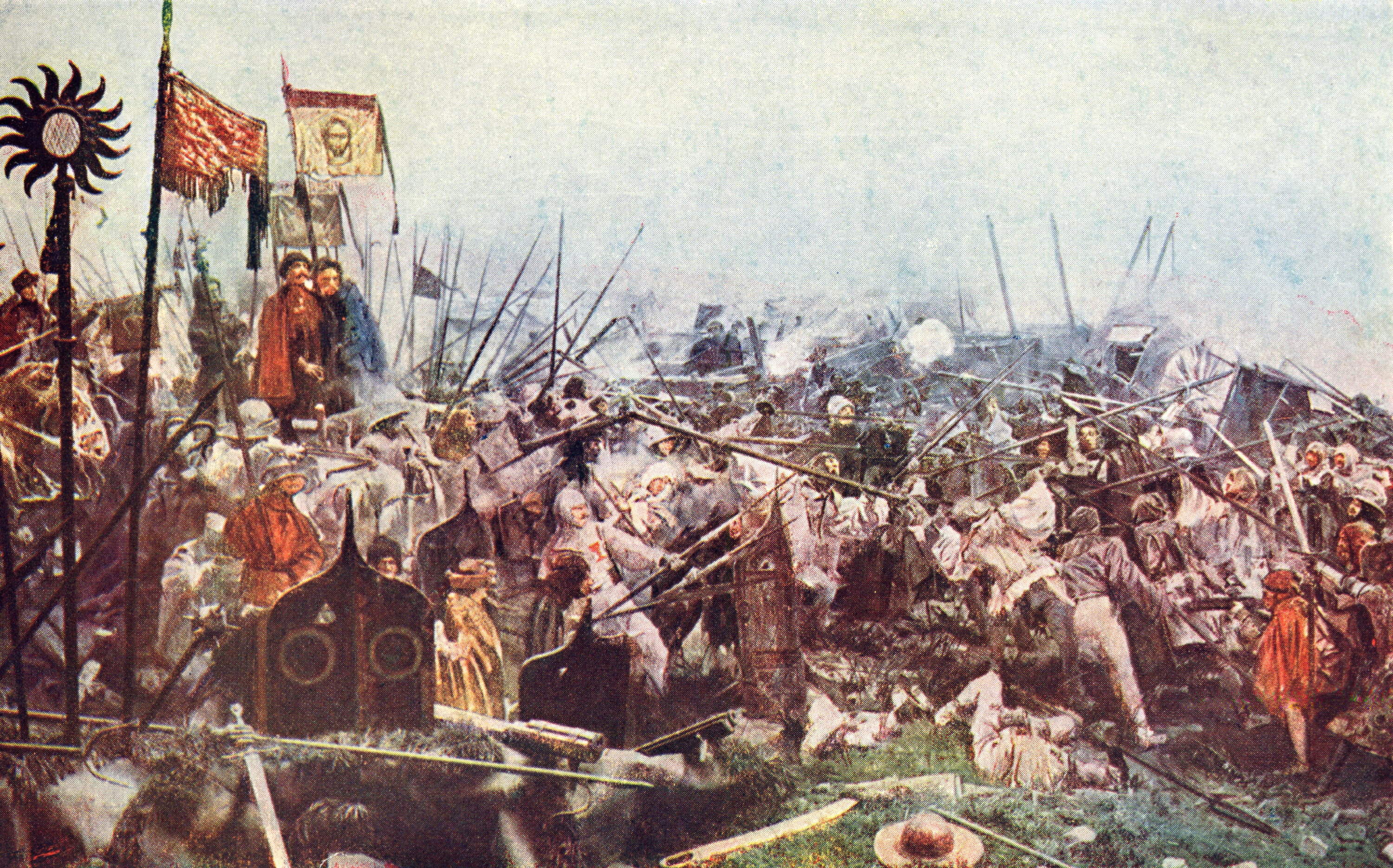
Фрагмент Битва при Липани 1434 года (панорама) художника Л. Марольда

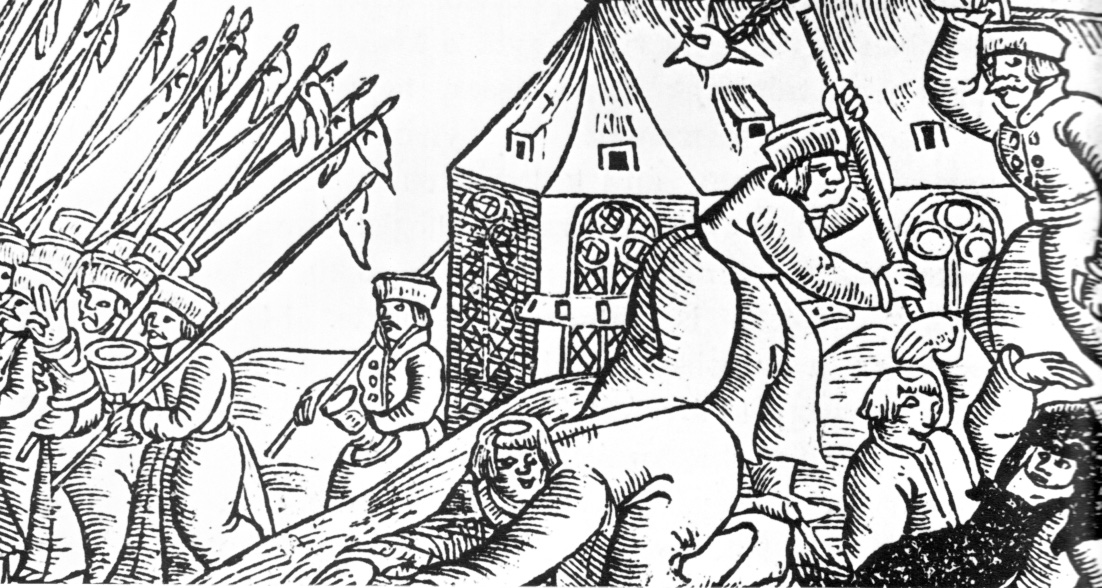
Истребление гуситов. Из хроники XVI века

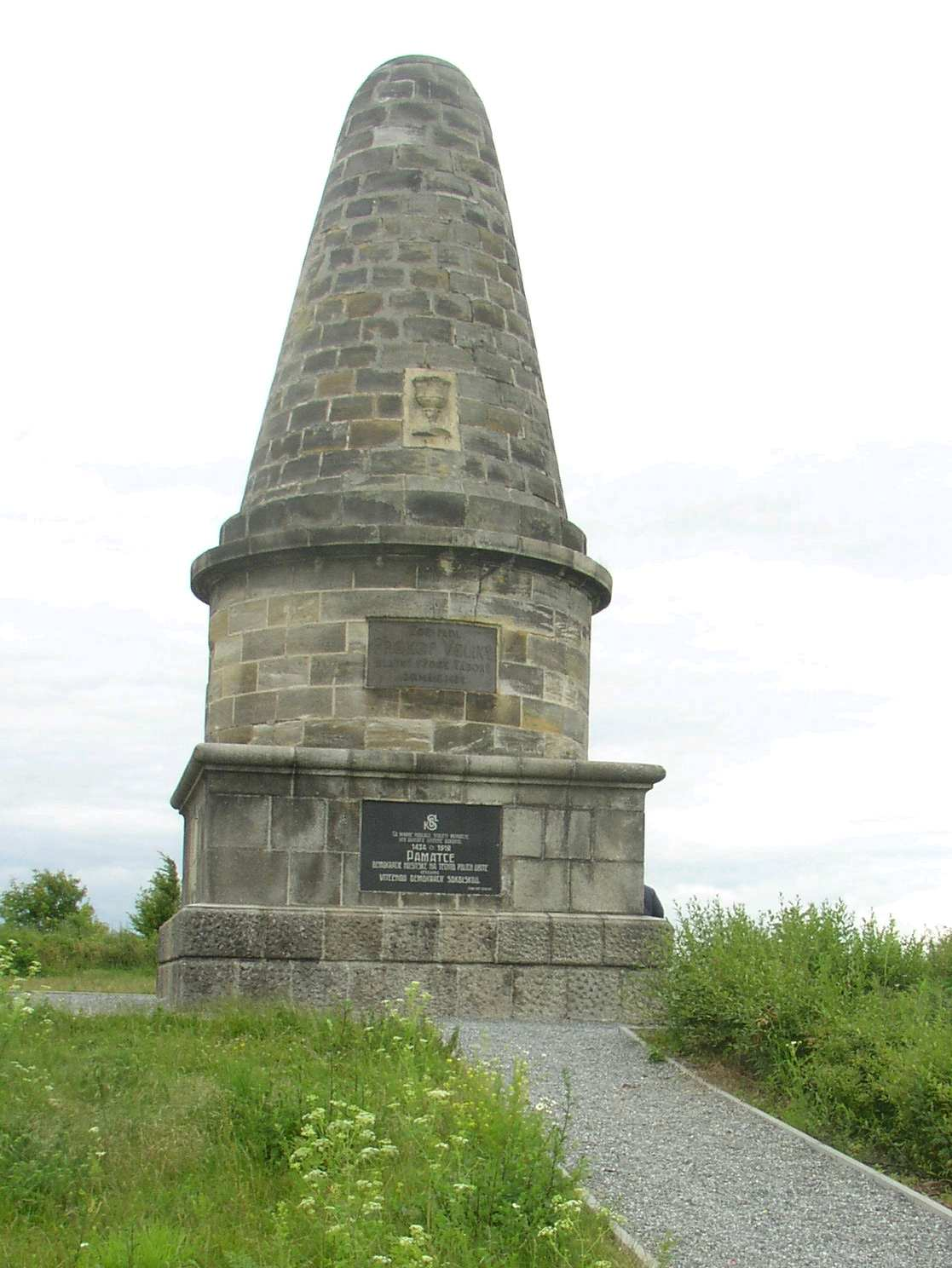
Мемориал, посвящённый битве при Липанах

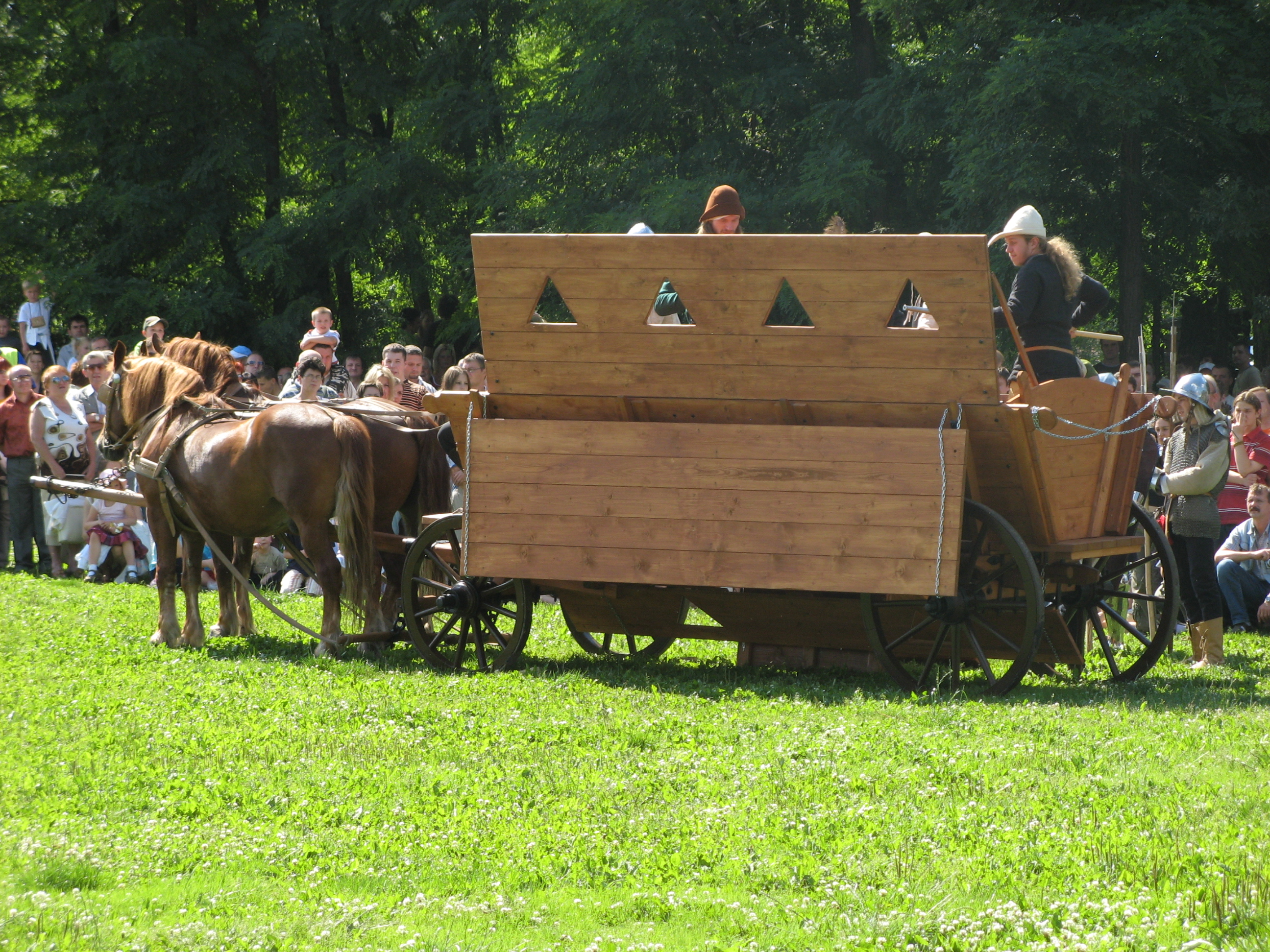
Современная копия гуситского воза

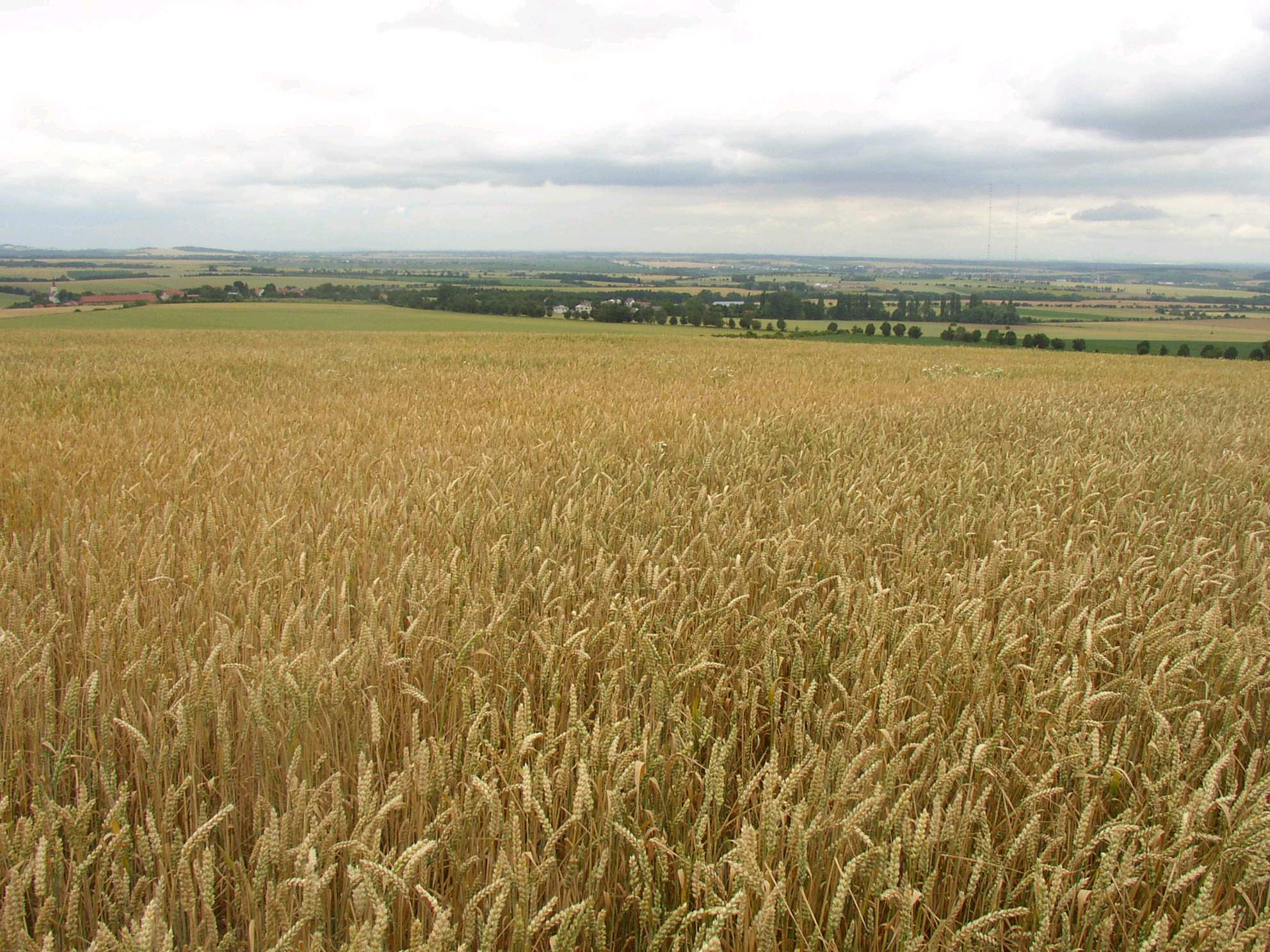
Липанское поле

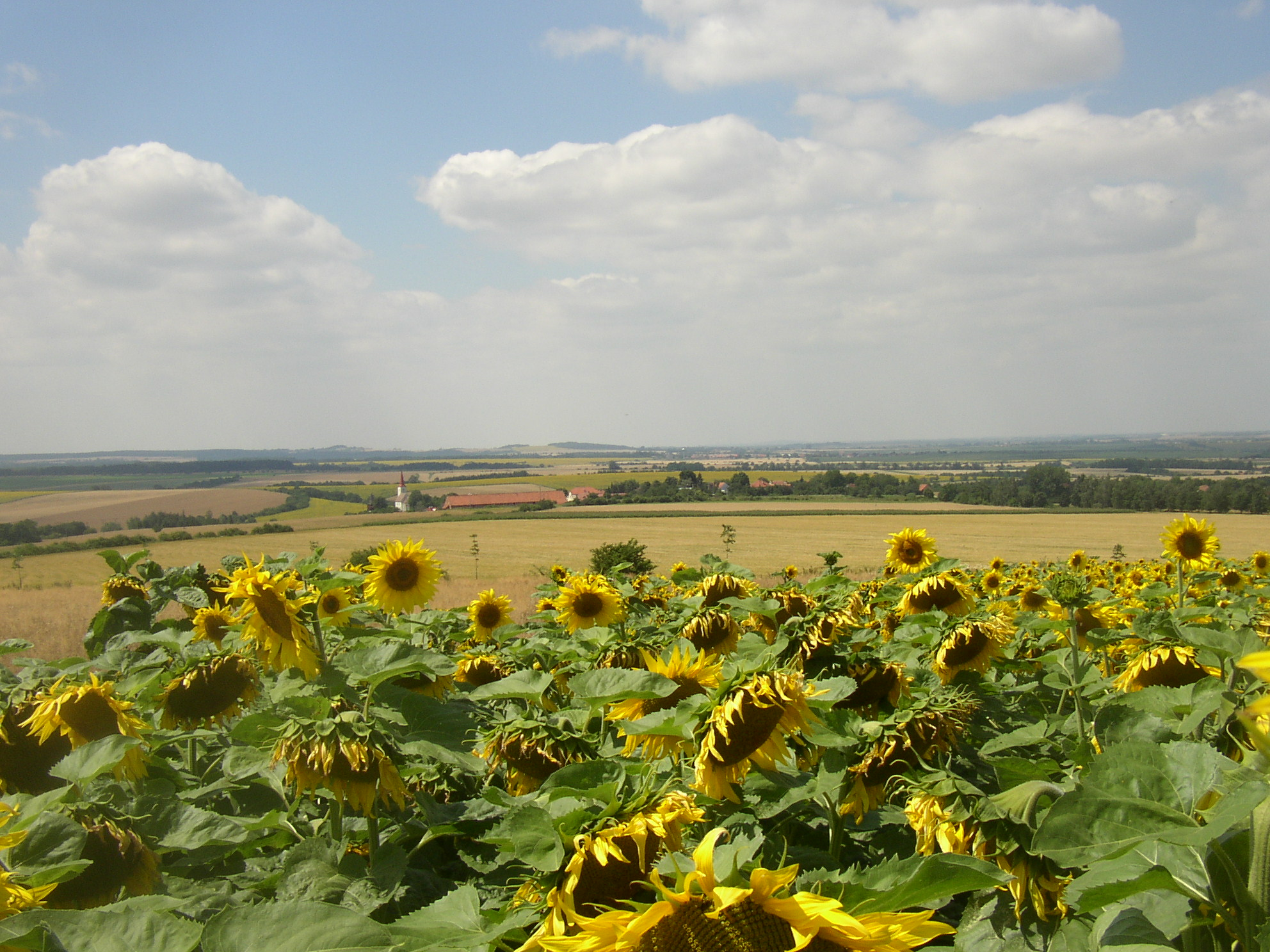
Вид на посёлок со стороны Липанского поля

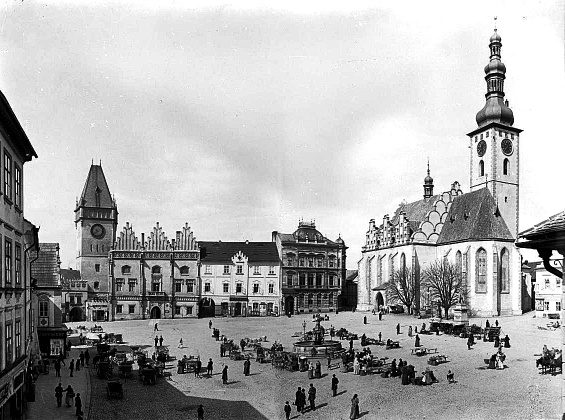
Площадь Жижки в Таборе

Би́тва у Липа́н или Битва при Липа́нах (чеш. bitva u Lipan) — решающее сражение, произошедшее 30 мая 1434 года близ селения Липаны в Центральной Чехии в ходе Гуситских войн между войсками утраквистов (чашников) и католиков (660—720 боевых возов, около 13 000 пехотинцев и около 1200 всадников), с одной стороны, и таборитов и так называемых «сирот» (480 боевых возов, от 9 до 10,5 тысяч пехотинцев и 700 всадников) — с другой. В результате битвы армия таборитов и «сирот» была разбита, её потери составили около 2 тысяч воинов.

## Политическая ситуация
В конце Гуситских войн среди гуситов начались разногласия. Табориты и «сироты» проявляли враждебность к шедшим тогда переговорам с католиками, опасаясь, что это может привести к признанию папской власти. Главным мотивом умеренных гуситов была усталость от многолетних войн. Поэтому они склонялись к продолжению переговоров и стремились к миру, чтобы восстановить разрушенное хозяйство. Когда табориты и «сироты» напали на центр католиков в Пльзене, чашники пошли на союз с католическим меньшинством, договорившись о совместных действиях против таборитов и «сирот».

## Армии сторон

### Панский союз
В созданный союз вошли практически все чешские паны, и их личные дружины составили ядро войска. Особенно крупные силы пришли из Западной Богемии. Формально армию панского союза возглавлял назначенный 1 декабря 1433 года главой правительства Алеш из Ризмбурка. Непосредственно командовали войсками паны Ян Швиговский из Ризмберка, Зденко Дршков, Ян из Швамберка, братья Ян и Буриан из Гутштайна. Также прибыли отряды панов-чашников Пршибика из Кленова и Алеша из Жеберка. К этой армии присоединился также гарнизон замка Карлштейн, которым командовал Вилем из Ярославиц и Кунеш Тлукса из Буржениц, а также во главе своих отрядов прибыли паны Менгарт III из Градца, Йиндржих из Вартенберка (сын Ченека из Вартенберка), Йиржи из Подебрад (будущий король Чехии), Вилем Костка из Поступиц, Дивиш Боржек из Милетина и многие другие.
Южночешский пан Ольдржих II из Рожмберка прислал 800 пеших и 200 конных воинов. Сам Ольдржих из Рожмберка участия в битве не принимал, поручив командовать этими войсками рыцарям Микулашу Крхлебецу и Хвалу из Хмельнего. Вместе с рожмберкскими отрядами пришло также войско генерального приора Чешской провинции ордена иоаннитов Вацлава из Михаловиц.
К армии панского союза присоединились отряды горожан Праги и Мельника.
Общая численность войск панского союза составила от 660 до 720 боевых возов (чеш. vůz), около 13 000 пехотинцев и около 1200 всадников. Верховным гетманом, который должен был командовать объединёнными силами, был избран рыцарь Дивиш Боржек из Милетина.

### Армия таборитов
Армией таборитов и «сирот» командовал гетман Прокоп Голый, выходец из зажиточных горожан, возглавивший таборитов после смерти Яна Жижки. Из других командиров таборитов наиболее видными и прославленными были Прокоп Малый и Ян Чапек из Сан (чеш. Jan Čapek ze Sán).
Поддержку таборитам оказали 16 городов: Табор, Бероун, Слани, Жатец, Лоуни, Коуржим, Нимбурк, Градец-Кралове, Яромерж, Трутнов, Двур-Кралове, Високе-Мито, Клатови, Прахатице, Домажлице и Литомержице. Всего Прокопу Голому удалось собрать около 480 боевых возов, от 9 до 10,5 тысяч пехотинцев и 700 всадников.

## Приготовления к битве
Прокоп Голый сумел занять отличную оборонительную позицию на склонах Липской горы. Возы были усилены земляными укреплениями. Перед возами был выкопан ров глубиной в полтора метра. Кроме того, левый фланг таборитов был прикрыт ручьём, который серьёзно затруднял действия атакующих и обеспечивал обороняющихся питьевой водой. Позиция на холме также позволяла таборитам лучше использовать свою артиллерию. Наконец, паны были вынуждены атаковать снизу вверх, что нивелировало их численный перевес.
Традиционная схема боя гуситов состояла в том, чтобы измотать атакующего противника, а затем нанести ему контрудар. Для этого Прокоп Голый расположил кавалерию, находившуюся под командованием Яна Чапека из Сан, вне лагеря.

## Ход битвы
Верховный гетман панской армии Дивиш Боржек из Милетина (бывший соратник Яна Жижки), расположил своё войско лагерем у деревни Гржибы. Армия таборитов начала обстрел панского лагеря. Однако командование армии чашников на это никак не отреагировало. Многие воины из армии чашников требовали что-то предпринять, начать атаку или отступить, но не выжидать. Некоторые воины даже начали роптать, что их выставили мишенями против таборитских пушек. Наконец, Дивиш Боржек разработал план битвы.
Битва началась в 3 часа дня 30 мая 1434 года, в воскресенье. Папская пехота была построена в колонны, впереди которых двигались боевые возы. Дивиш Боржек отдал приказ начать атаку в момент, когда пушки таборитов, сделав очередной залп, будут разряжены и скрыты в пороховом дыму. Это позволило несколько сократить потери при атаке. Тем не менее, когда панская пехота под прикрытием возов пошла в атаку, табориты снова открыли огонь.
Однако расстояние между войсками сократилось и в бой смогли вступить пушки панских войск, хотя их огонь был менее эффективен. Наступавшие несли серьёзные потери от таборитской артиллерии, продвижение пехоты замедлилось, потом остановилось. Наконец, панские войска начали отступать. Теперь Прокоп Голый в соответствии с традиционной гуситской тактикой отдал приказ сделать вылазку и разгромить противника, не давая ему опомниться и обратить в бегство. Линия таборитских возов была разомкнута и воодушевлённые первоначальным успехом табориты и «сироты» перешли в контратаку, не подозревая, что притворное отступление противника — это лишь его военная хитрость.
Как только табориты догнали противника, возы панской армии остановились и открыли огонь. В это время во фланговую атаку перешла скрытая до того времени тяжелая панская кавалерия. В результате в основном пешая армия радикалов, оказавшись за пределами гуляй-города, была быстро смята. Ян Чапек из Сана с кавалерией сироток вышел из битвы. Оба Прокопа погибли, удерживая гуляй-город. В плен попали несколько видных лидеров радикалов, исключая таборитского гетмана Яна Рогача из Дубы, которому удалось бежать вместе с отрядом пеших и конных соратников. Однако около 700 рядовых таборитов, сдавшихся в плен под обещание сохранения жизни и принятия на службу, были казнены. Их безжалостные победители под угрозой оружия загнали в несколько близлежащих сараев и сожгли заживо.
Потери таборитов и «сирот» составили около 2 тысяч человек убитыми. Части таборитов удалось бежать к Чешскому броду и к Колину. Потери панской армии подсчитаны не были.
Как современники, так и историки впоследствии считали причиной поражения таборитов и «сирот» поведение командующего конницей Яна Чапека из Сан, в решающий момент не вступившего в бой. Но свою роль сыграло также и то, что привыкшие к победам табориты забыли об осторожности, бросившись в атаку на превосходящие силы противника, который хорошо знал тактику таборитов и сумел противопоставить ей свою.

## Итог битвы
В результате влияние радикалов оказалось ослабленным, «сиротки» перестали существовать как военная сила. Была открыта дорога подписанию Пражских компактатов, что и произошло 5 июля 1436 в Йиглаве. Через месяц император Сигизмунд Люксембургский был признан королём Чехии всеми основными политическими силами в Чехии. Сигизмунд сказал о битве: «Чехи могут быть побеждены только чехами».
Хотя поражение таборитов и «сирот» у Липан означало их конец, не все табориты смирились с поражением и военные действия по их добиванию продолжились; в 1437 году пал замок Яна Рогача из Дубы — Сион. Ян Рогач попал в плен и был повешен после отказа признать Сигизмунда королём. Табор продержался до 1452 года.
Поражение таборитов не означало поражения гуситского движения в целом. Решающей политической силой в Богемии после битвы стало умеренное крыло гуситов.